# Žabinkaŭský rajón
Žabinkaŭský rajón (bělorusky Жабінкаўскі раён, ukrajinsky Жабинківський район, rusky Жабинковский район) je územně-správní jednotkou na západě Brestské oblasti v Bělorusku. Administrativním centrem rajónu je město Žabinka (bělorusky Жабінка, rusky Жабинка).

## Geografie
Rajón zaujímá rozlohu přibližně 684 km², čímž je nejmenším rajónem v Brestské oblasti. Hraničí s Brestským rajónem na západě, s Kamjaněckým rajónem na severu, s Kobrynským rajónem na východě a s Malaryckým rajónem na jihu.
Rajón leží v horní části řeky Muchavec. Jeho území je mírně lesněné. Severní část rajónu se nachází na Prybužanské rovině s maximální nadmořskou výškou do 200 metrů, zatímco jižní část leží v nižší nadmořské výšce Brestského Polesí s maximální výškou 150 metrů.

## Historie
V roce 1319 se rajón stal součástí Litevského velkoknížectví. Od roku 1921 do září 1939 byla začleněna do Druhé Polské republiky, konkrétně rajón ležel v Poleském vojvodství. Během druhé světové války (1939—1945) byla v rajónu aktivní Zemská armáda.
Rejon byl původně založen dne 15. ledna 1940, ale dne 8. srpna 1959 byl zrušen. Ve svých současných hranicích byl znovu obnoven byl 30. července 1966.

## Doprava
Rajónem prochází silniční komunikace  E30: Brest (Kazlovičy) — hranice Ruské federace (Rjeďki), R7: Kamjaněc — Žabinka — Fjedźkavičy, R102: Vysokaje — Kamjaněc — Kobryn, R104: Žabinka — Kobryn.

## Administrativní členění
Rajón je rozdělen do 8 vesnických rad (selsovětů): Azjacký, Žabinkaŭský, Kryŭljanský, Leninský, Rakitnický, Scjapankaŭský, Chmjelěŭský a Jakaŭčycký selosvět.

### Sídla
- Azjacký selsovět: obce Azjaty, Barancy, Barany, Hatča, Pjeralu'mje, Staroje Sjalo, Syčova, Tamaški, Cjeljaki, farmy Liski, Mjelniki

- Žabinkaŭský selsovět: obce Zdzitava, Zjeljenkaŭščyzna, Kurpičy, Navasady, Naharany, Pučišča, Pšanai, Salějki, Sjeňkavičy, Scjabrova, Ščehliki

- Kryŭljanský selsovět: obce Bahny, Baljaŭščyna, Bajary, Vjalikija Sjachnovičy, Harelki, Hlybokaje, Hrycevičy, Kardy, Kryŭljany, Mažejki, Macijevičy, Novyja Dvory, Sjemjenaŭcy, Chaňki, Šadzi, farma Karaňova

- Leninský selsovět: osada Leninski, obce Bahdany, Busni, Vulka, Jožyki, Myščycy, Rahozna, Filipavičy, Chadasy, Čyžeŭščyna, Šaluch

- Rakitnický selsovět: obce Bulkova, Dzjahli, Zadzjerc, Zamošany, Pjatrovičy, Rakitnica, Stryhaněc, Fjedzkavičy, farma Stryhaněckija Busni

- Scjapankaŭský selsovět: obce Alizaraŭ Staŭ, Arepičy, Vjarchi, Horki, Hrabaŭcy, Žy-cin, Kanatopy, Lojki, Malyja Sjachnovičy, Měljašy, Padrečča, Paljavajam Rečyca, Naljezniki, Sjeliščy, Scjapanki, Chmjaljoŭka, Špitali

- Chmjelěŭský selsovět: obce Bahdzjuki, Dzjaměničy, Ljasoty, Padljessje, Rački, Rudka, Sakalova, Saki, Sjelišča, Chmjeljeva

- Jakaŭčycký selosvět: obce Aharodniki, Babry, Barzdzily, Vandalin, Vježki, Vjalikaja Jakaŭčycy, Zaluzzje, Malyja Jakaŭčycy, Pancjuchi, Pruska, Sviščy, Staŭpy

## Pamětihodnosti
- Chmjeljevský spaso-preobraženský klášter v obci Chmjeljeva

## Národnostní složení
| Národnosti podle sčítání lidu Běloruské republiky (2019) | Národnosti podle sčítání lidu Běloruské republiky (2019) | Národnosti podle sčítání lidu Běloruské republiky (2019) | Národnosti podle sčítání lidu Běloruské republiky (2019) | Národnosti podle sčítání lidu Běloruské republiky (2019) | Národnosti podle sčítání lidu Běloruské republiky (2019) | Národnosti podle sčítání lidu Běloruské republiky (2019) | Národnosti podle sčítání lidu Běloruské republiky (2019) | Národnosti podle sčítání lidu Běloruské republiky (2019) | Národnosti podle sčítání lidu Běloruské republiky (2019) | Národnosti podle sčítání lidu Běloruské republiky (2019) | Národnosti podle sčítání lidu Běloruské republiky (2019) | Národnosti podle sčítání lidu Běloruské republiky (2019) | Národnosti podle sčítání lidu Běloruské republiky (2019) | Národnosti podle sčítání lidu Běloruské republiky (2019) |
| celkem (2019)                                            | Bělorusové                                               | Bělorusové                                               | Rusové                                                   | Rusové                                                   | Ukrajinci                                                | Ukrajinci                                                | Poláci                                                   | Poláci                                                   | Němci                                                    | Němci                                                    | Arméni                                                   | Arméni                                                   | Židé                                                     | Židé                                                     |
| -------------------------------------------------------- | -------------------------------------------------------- | -------------------------------------------------------- | -------------------------------------------------------- | -------------------------------------------------------- | -------------------------------------------------------- | -------------------------------------------------------- | -------------------------------------------------------- | -------------------------------------------------------- | -------------------------------------------------------- | -------------------------------------------------------- | -------------------------------------------------------- | -------------------------------------------------------- | -------------------------------------------------------- | -------------------------------------------------------- |
| 24 779                                                   | 21 531                                                   | 86,89 %                                                  | 1 581                                                    | 6,38 %                                                   | 995                                                      | 4,02 %                                                   | 197                                                      | 0,8 %                                                    | 24                                                       | 0,1 %                                                    | 16                                                       | 0,06 %                                                   | 8                                                        | 0,03 %                                                   |
|                                                          |                                                          |                                                          |                                                          |                                                          |                                                          |                                                          |                                                          |                                                          |                                                          |                                                          |                                                          |                                                          |                                                          |                                                          |
| Národnosti podle sčítání lidu Běloruské republiky (2009) |                                                          |                                                          |                                                          |                                                          |                                                          |                                                          |                                                          |                                                          |                                                          |                                                          |                                                          |                                                          |                                                          |                                                          |
| celkem (2009)                                            | Bělorusové                                               | Bělorusové                                               | Rusové                                                   | Rusové                                                   | Ukrajinci                                                | Ukrajinci                                                | Poláci                                                   | Poláci                                                   | Němci                                                    | Němci                                                    | Arméni                                                   | Arméni                                                   | Židé                                                     | Židé                                                     |
| 25 031                                                   | 22 177                                                   | 88,6 %                                                   | 1 382                                                    | 5,52 %                                                   | 1 079                                                    | 4,31 %                                                   | 243                                                      | 0,97 %                                                   | 19                                                       | 0,08 %                                                   | 17                                                       | 0,07 %                                                   | 14                                                       | 0,06 %                                                   |

## Slavní rodáci
- Juljan Famič Kračkoŭski (Юльян Фаміч Крачкоўскі, 1840–1903) — folklorista, etnograf, historik, pedagog, místní historik